# Burlingame (Kansas)
Burlingame è un comune degli Stati Uniti d'America, situato nello Stato del Kansas, nella contea di Osage.